# Жариктас
Жарикта́с (каз. Жалпақбас) — село у складі Жарминського району Абайської області Казахстану. Входить до складу Аршалинського сільського округу.
Населення — 45 осіб (2021; 94 у 2009, 220 у 1999, 351 у 1989).
Національний склад станом на 1989 рік:
- казахи — 100 %

До 1993 року село називалося Шереметьєвка.